# Nanette Corey
Pour les articles homonymes, voir Corey.
Nanette Corey est une actrice française.

## Biographie
C'est entre 1973 et 1975, dans un genre érotique triomphant, que Nanette Corey fait la plus grande partie de sa carrière au cinéma. Elle partage avec Sylvia Bourdon l'affiche de La Soubrette perverse (1974) et La Veuve lubrique (1975), deux films de José Bénazéraf. Dans Q (1974), dernier volet de sa « trilogie paillarde », Jean-François Davy lui confie le rôle d'Irma, une ex-prostituée qui dispense de très sensuelles leçons à des élèves voués au « bonheur des dames ». L'année suivante, elle tient le rôle de Natacha Bakhal, tendre amie de l’héroïne Melinda Belgart, interprétée par Myriam Mézières dans Change pas de main, produit par Davy et réalisé par Paul Vecchiali. On la voit aussi aux côtés de Françoise Pascal et Joëlle Cœur dans Et si tu n'en veux pas (1976) de Jacques Besnard.
Quand le « hard » vient supplanter le  « soft » sur les écrans français, l'actrice, qui ne tourne que des scènes de sexe simulées doit changer de registre.
Elle interprète encore quelques rôles secondaires sous la direction de réalisateurs comme Christian Lara (Un amour de sable, 1977), Henri Verneuil (I... comme Icare, 1979) ou de Claude Barrois (Alors... Heureux ?, 1980).
C'est à la télévision que Nanette Corey est apparue pour la première fois en 1971 dans La Dame de Monsoreau de Yannick Andréi, avec Karin Petersen. On la voit encore en 1974 dans Un Matin de juin 40, un téléfilm de Claude-Jean Bonnardot avec Bruno Pradal. L'année suivante, elle tient le rôle de Sabine Anvers, une séduisante femme pilote, dans la série télévisée de Robert Guez Pilotes de courses avec Marie-Georges Pascal et François Duval.
En 1975, elle enregistre un 45 tours au titre évocateur Viens dans ma bouche, extrait de la comédie musicale Lève toi et viens, un « slow interdit » aux paroles très explicites de Jacques Lanzmann.
Elle se spécialise enfin dans le doublage tout en poursuivant une carrière au théâtre (Les Monologues du vagin).

## Théâtre
- 1974 : La Révolution française, musical de A. Boublil, J.-M. Rivière, C.-M. Schönberg et R. Jeannot, mise en scène de Michel de Ré, Théâtre Mogador : Isabelle de Montmorency
- 1975 : Lève-toi et viens (Let My People Come), musical de Earl Wilson, adaptation de Jacques Lanzmann, mise en scène de Phillip Oesterman, Taverne de l'Olympia

## Filmographie

### Cinéma
- 1974 : La Soubrette perverse de José Bénazéraf : la nouvelle infirmière
- 1974 : Et avec les oreilles qu'est-ce que vous faites ? d'Eddy Matalon :
- 1974 : Les Couples du Bois de Boulogne de Christian Gion : Nanette, la soubrette
- 1974 : Q  (ou Au plaisir des dames) de Jean-François Davy : Irma
- 1974 : La Kermesse érotique de Raoul André : la soubrette
- 1975 : C'est bon pour la santé de Didier Philippe-Gérard : Patricia
- 1975 : La Veuve lubrique de José Bénazéraf : Anne
- 1975 : Change pas de main de Paul Vecchiali : Natacha Bakhal
- 1975 : La Chatte sur un doigt brûlant de Cyrille Chardon : Hélène
- 1975 : Quand la ville s'éveille de Pierre Grasset
- 1976 : Et si tu n'en veux pas (ou Baby Love) de Jacques Besnard : Christine
- 1977 : Un amour de sable de Christian Lara : Ginette
- 1977 : Nicole par-dessus, par-dessous de José Bénazéraf : (scène extraite de La Veuve lubrique)
- 1979 : I... comme Icare d'Henri Verneuil :
- 1980 : Alors... Heureux ? de Claude Barrois : Mlle Ravalez

### Télévision
- 1971 : La Dame de Monsoreau de Yannick Andréi :
- 1972 : Pierre épisode de la série télévisée François Gaillard de Jacques Ertaud : Danièle Andelot
- 1974 : Un matin de juin 40 téléfilm de Claude-Jean Bonnardot : Agnès
- 1975 : Pilotes de courses série télévisée de Robert Guez : Sabine Anvers

## Doublage
- 1976 : La Romancière lubrique de Jean Rollin : Martine, la narratrice
- 1976 : Laura, les ombres de l'été de David Hamilton :
- 1991 : Robinson et compagnie film d'animation de Jacques Colombat

## Discographie
- 1975 : Viens dans ma bouche / Toujours encore (45T) Trump 2097 901
- 1981 : Dracula (33T) Kuklos 30 08